# John Eriksen
John Hartmann Eriksen (Assens, 20 de novembro de 1957 - 12 de fevereiro de 2002) foi um futebolista profissional dinamarquês, que atuava como atacante.

## Carreira
John Eriksen fez parte do elenco da Seleção Dinamarquesa de Futebol da Copa do Mundo de 1986 